# Satriamekar
Satriamekar is een bestuurslaag in het regentschap Bekasi van de provincie West-Java, Indonesië. Satriamekar telt 8443 inwoners (volkstelling 2010).